# Сонал Пхадке
Сонал Пхадке (нар. 9 червня 1982, Мумбаї, Індія) — колишня індійська тенісистка. Найвищу одиночну позицію світового рейтингу — 427 місце досягла 16 квітня 2001, парну — 413 місце — 27 серпня 2001 року. Здобула 7 одиночних та 2 парні титули туру ITF.

## Фінали ITF

### Одиночний розряд (7–4)
| Легенда          |
| ---------------- |
| турніри $100,000 |
| турніри $75,000  |
| турніри $50,000  |
| турніри $25,000  |
| турніри $10,000  |

| Фінали за покриттям |
| ------------------- |
| Тверде (2–3)        |
| Ґрунт (5–0)         |
| Трава (0–0)         |
| Килим (0–1)         |

| Результат | Ранг | Дата            | Турнір          | Покриття | Суперниця              | Рахунок          |
| --------- | ---- | --------------- | --------------- | -------- | ---------------------- | ---------------- |
| Поразка   | 1.   | 10 квітня 2000  | Мумбаї, Індія   | Килим    | Сай Джаялакшмі Джаярам | 2–6, 3–6         |
| Перемога  | 2.   | 8 травня 2000   | Індаур, Індія   | Тверде   | Арчана Венкатараман    | 5–7, 6–4, 7–6(5) |
| Поразка   | 3.   | 15 травня 2000  | Індаур, Індія   | Тверде   | Арчана Венкатараман    | 4–6, 4–6         |
| Перемога  | 4.   | 21 травня 2000  | Індаур, Індія   | Тверде   | Мегга Вакарія          | 6–1, 6–3         |
| Поразка   | 5.   | 12 лютого 2001  | Нью-Делі, Індія | Тверде   | Арчана Венкатараман    | 6–4, 2–6, 5–7    |
| Поразка   | 6.   | 25 березня 2001 | Нью-Делі, Індія | Тверде   | Радгіка Тулпуле        | 4–6, 6–7(5)      |
| Перемога  | 7.   | 21 травня 2000  | Мумбаї, Індія   | Ґрунт    | Самріта Секар          | 4–6, 6–2, 6–3    |
| Перемога  | 8.   | 2 червня 2001   | Мумбаї, Індія   | Ґрунт    | Самріта Секар          | 4–6, 6–2, 6–3    |
| Перемога  | 9.   | 16 червня 2001  | Мумбаї, Індія   | Ґрунт    | Самріта Секар          | 6–1, 7–5         |
| Перемога  | 10.  | 1 червня 2003   | Нью-Делі, Індія | Ґрунт    | Ліза Перейра Віплав    | 6–4, 6–4         |
| Перемога  | 11.  | 17 серпня 2003  | Лагос, Нігерія  | Ґрунт    | Мішель Сніман          | 6–4, 6–2         |

### Парний розряд (2–8)
| Результат | Ранг | Дата           | Турнір              | Покриття | Партнерка           | Суперниці                                | Рахунок       |
| --------- | ---- | -------------- | ------------------- | -------- | ------------------- | ---------------------------------------- | ------------- |
| Поразка   | 1.   | 4 березня 2001 | Нью-Делі, Індія     | Килим    | Радгіка Мандке      | Шітхаль Ґутхам Ліза Перейра Віплав       | 3–6, 5–7      |
| Поразка   | 2.   | 29 квітня 2001 | Пуне, Індія         | Тверде   | Саня Мірза          | Рушмі Чакравартхі Сай Джаялакшмі Джаярам | 2–6, 0–6      |
| Поразка   | 3.   | 2 червня 2001  | Мумбаї, Індія       | Ґрунт    | Карішма Пател       | Шітхаль Ґутхам Ліза Перейра Віплав       | 4–6, 3–6      |
| Поразка   | 4.   | 9 червня 2001  | Мумбаї, Індія       | Ґрунт    | Карішма Пател       | Шітхаль Ґутхам Ліза Перейра Віплав       | 3–6, 5–7      |
| Поразка   | 5.   | 16 червня 2001 | Мумбаї, Індія       | Ґрунт    | Карішма Пател       | Шітхаль Ґутхам Ліза Перейра Віплав       | 4–6, 1–6      |
| Поразка   | 6.   | 16 червня 2002 | Мумбаї, Індія       | Ґрунт    | Анкіта Бгамбрі      | Шруті Дгаван Шітхаль Ґутхам              | 3–6, 6–2, 3–6 |
| Перемога  | 7.   | 1 червня 2003  | Нью-Делі, Індія     | Ґрунт    | Анкіта Бгамбрі      | Шруті Дгаван Шітхаль Ґутхам              | 7–6(3), 6–0   |
| Поразка   | 8.   | 17 серпня 2003 | Лагос, Нігерія      | Тверде   | Ліза Перейра Віплав | Ху Чін-Бі Мегга Вакарія                  | 4–6, 4–6      |
| Поразка   | 9.   | 26 лютого 2006 | Бенін-Сіті, Нігерія | Тверде   | Джессіка Вайройтер  | Давінія Лоббінґер Дьяна Вринчану         | 5–7, 2–6      |
| Перемога  | 10.  | 5 березня 2006 | Бенін-Сіті, Нігерія | Тверде   | Джессіка Вайройтер  | Давінія Лоббінґер Дьяна Вринчану         | 7–6(4), 6–2   |